# نرئوس
نرئوس (به یونانی: Νηρεύς) به معنی مرطوب، در اساطیر یونانی، ایزد دانا و مهربان دریا، بزرگترین پسر پونتوس و گایا بود و از همسرش دوریس دختر اوکئانوس، صاحب پنجاه حوری نرئیدها شد. نرئوس به عنوان مرد قدیمی دریا شناخته می‌شد و دارای موهبت پیشگویی بود و قادر بود ظاهر خود را به هر شکلی تغییر دهد. او هرگز دروغ نمی‌گفت و بر طبق افسانه‌ها فروپاشی تروا را برای پاریس پیشگویی کرده‌بود. او در قصری باشکوه در اعماق دریای اژه زندگی می‌کرد.
نرئوس کسی بود که هرکول را در خوان یازدهمش، بدست آوردن سیب‌های هسپریدس یاری نمود. هرکول که به جستجوی محل باغ هسپریدس می‌گشت، از نرئوس راه رسیدن به باغ را طلب کرد، اما او حاضر به کمک نشد. هرکول به سرعت او را گرفت و اسیر کرد، و با وجود تغییر شکل‌های ظاهری فراوان نتوانست از دستان قدرتمند هرکول بگریزد. بالاخره خسته گشت و مکان باغ را به پهلوان یونانی گفت.
نرئوس معمولاً بر روی نقاشی‌های گلدان یونان باستان به شکل پیرمردی قبا پوش، به همراه عصای چوبی بدست که دختران نرئیدش او همراهی می‌کنند به تصویر کشیده می‌شد و برخی مواقع به جای پا، دارای دمی مارپیچ‌وار ماهی بود.